# La Cintura (пісня)
«La Cintura» — пісня німецько-іспанського співака Альваро Солера. Вона вийшла 29 березня 2018 як сингл із його другого студійного альбому Mar de Colores (2018). Пісня стала успішною в Європі, потрапивши до топ-10 в Австрії, Бельгії, Німеччині, Італії, Польщі, Іспанії та Швейцарії.

## Чарти

### Тижневі чарти
| Чарт (2018)                          | Найвища позиція |
| ------------------------------------ | --------------- |
| Аргентина (Monitor Latino)           | 11              |
| Австрія (Ö3 Austria Top 75)          | 8               |
| Бельгія (Ultratop Flanders)          | 3               |
| Бельгія (Ultratop Wallonia)          | 3               |
| Колумбія (National-Report)           | 27              |
| Croatia Airplay (HRT)                | 17              |
| Чехія (IFPI)                         | 1               |
| Чехія (Singles Digitál Top 100)      | 38              |
| Данія (Tracklisten)                  | 40              |
| Еквадор (National-Report)            | 20              |
| Фінляндія (Suomen virallinen lista)  | 12              |
| Франція (SNEP)                       | 27              |
| Німеччина (Official German Charts)   | 7               |
| Угорщина (Dance Top 40)              | 3               |
| Угорщина (Rádiós Top 40)             | 31              |
| Угорщина (Single Top 40)             | 5               |
| Угорщина (Stream Top 40)             | 27              |
| Італія (FIMI)                        | 2               |
| Нідерланди (Dutch Top 40)            | 7               |
| Нідерланди (Mega Single Top 100)     | 22              |
| Норвегія (VG-lista)                  | 36              |
| Польща (Polish Airplay Top 100)      | 3               |
| Португалія (AFP)                     | 54              |
| Росія (Tophit)                       | 3               |
| Словаччина (Singles Digitál Top 100) | 23              |
| Словенія (SloTop50)                  | 1               |
| Іспанія (PROMUSICAE)                 | 3               |
| Швеція (Sverigetopplistan)           | 25              |
| Швейцарія (Media Control AG)         | 4               |
| Швейцарія (Romandie)                 | 1               |
| Ukraine Airplay (Tophit)             | 64              |
| US Hot Latin Songs (Billboard)       | 46              |
| Венесуела (National-Report)          | 9               |

| Чарт (2018)                   | Найвища позиція |
| ----------------------------- | --------------- |
| Аргентина (Argentina Hot 100) | 72              |

### Річні чарти
| Чарт (2018)                      | Позиція |
| -------------------------------- | ------- |
| Австрія (Ö3 Austria Top 40)      | 28      |
| Аргентина (Monitor Latino)       | 41      |
| Бельгія (Ultratop Flanders)      | 19      |
| Бельгія (Ultratop Wallonia)      | 19      |
| Germany (Official German Charts) | 28      |
| Італія (FIMI)                    | 7       |
| Нідерланди (Dutch Top 40)        | 56      |
| Польща (ZPAV)                    | 28      |
| Словенія (SloTop50)              | 8       |
| Швейцарія (Schweizer Hitparade)  | 7       |

## Сертифікації
| Регіон | Сертифікація | Продажі |
| --- | ------------ | ------- |
| Австрія (IFPI Austria) | Золото       | 15,000  |
| Бельгія (BEA) | Золото       | 20,000  |
| Німеччина (BVMI) | Золото       | 200,000 |
| Італія (FIMI) | 3× Платина   | 150,000 |
| Іспанія (PROMUSICAE) | 2× Платина   | 80,000  |
| Швеція (IFPI Sweden) | Платина      | 40,000  |
| *продажі, що базуються лише на сертифікаціях · ^відвантаження, що базуються лише на сертифікаціях · продажі+прослуховування, що базуються лише на сертифікаціях |              |         |